# Stensjön (Edsele socken, Ångermanland)
Stensjön är en sjö i Sollefteå kommun i Ångermanland och ingår i Ångermanälvens huvudavrinningsområde. Sjön har en area på 0,127 kvadratkilometer och ligger 407 meter över havet. Stensjön ligger i Stensjöflon Natura 2000-område. Sjön avvattnas av vattendraget Stensjöån.

## Delavrinningsområde
Stensjön ingår i det delavrinningsområde (701750-153401) som SMHI kallar för Utloppet av Stensjön. Medelhöjden är 417 meter över havet och ytan är 2,47 kvadratkilometer. Det finns inga avrinningsområden uppströms utan avrinningsområdet är högsta punkten. Stensjöån som avvattnar avrinningsområdet har biflödesordning 4, vilket innebär att vattnet flödar genom totalt 4 vattendrag innan det når havet efter 107 kilometer. Avrinningsområdet består mestadels av skog (42 procent) och sankmarker (53 procent). Avrinningsområdet har 0,13 kvadratkilometer vattenytor vilket ger det en sjöprocent på 5,1 procent.